# Miss USA

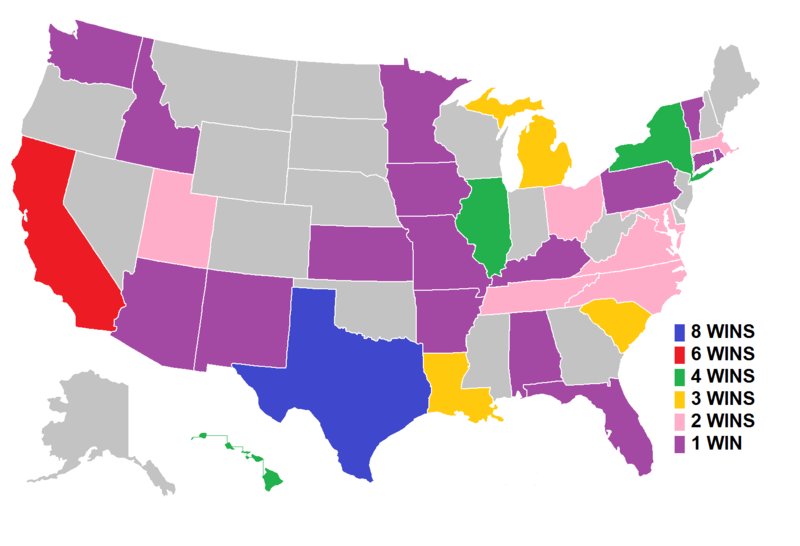
Staten die anno 2013
8×
6×
4×
3×
2×
1× wonnen.

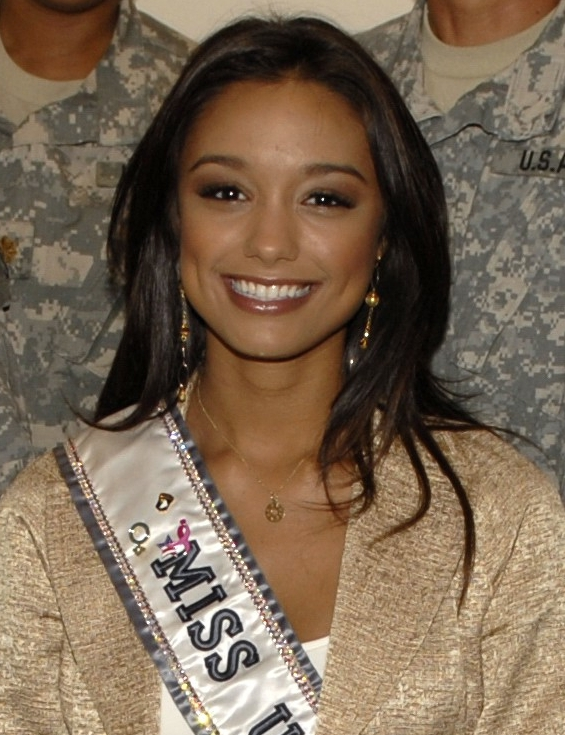
Rachel Smith, Miss USA 2007, foto uit 2007.

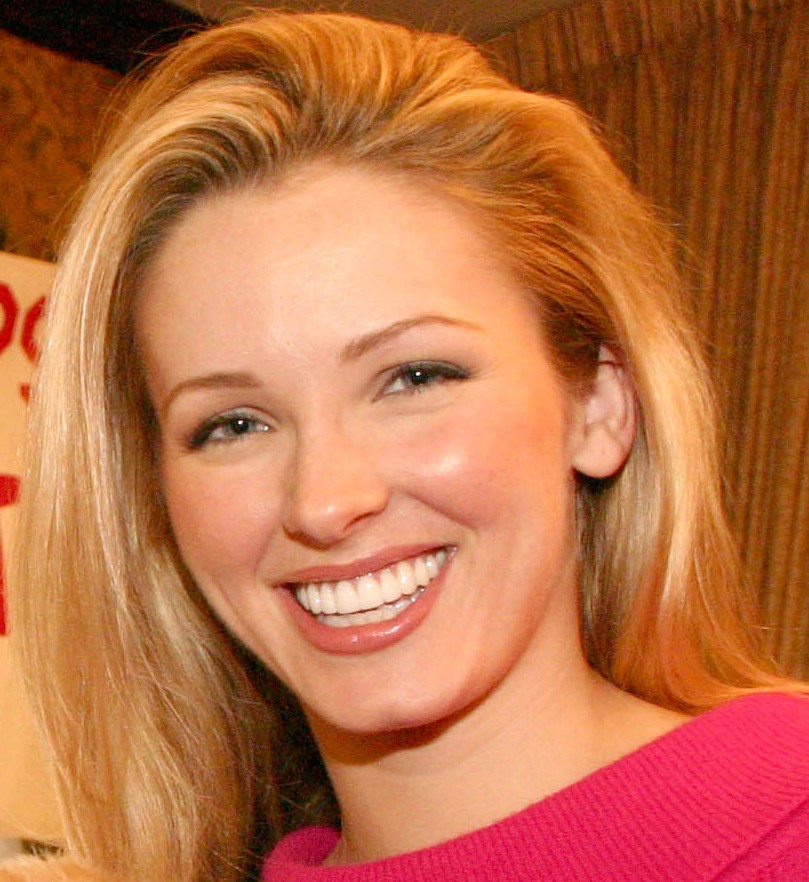
Shandi Finnessey, Miss USA 2004, foto uit 2004.

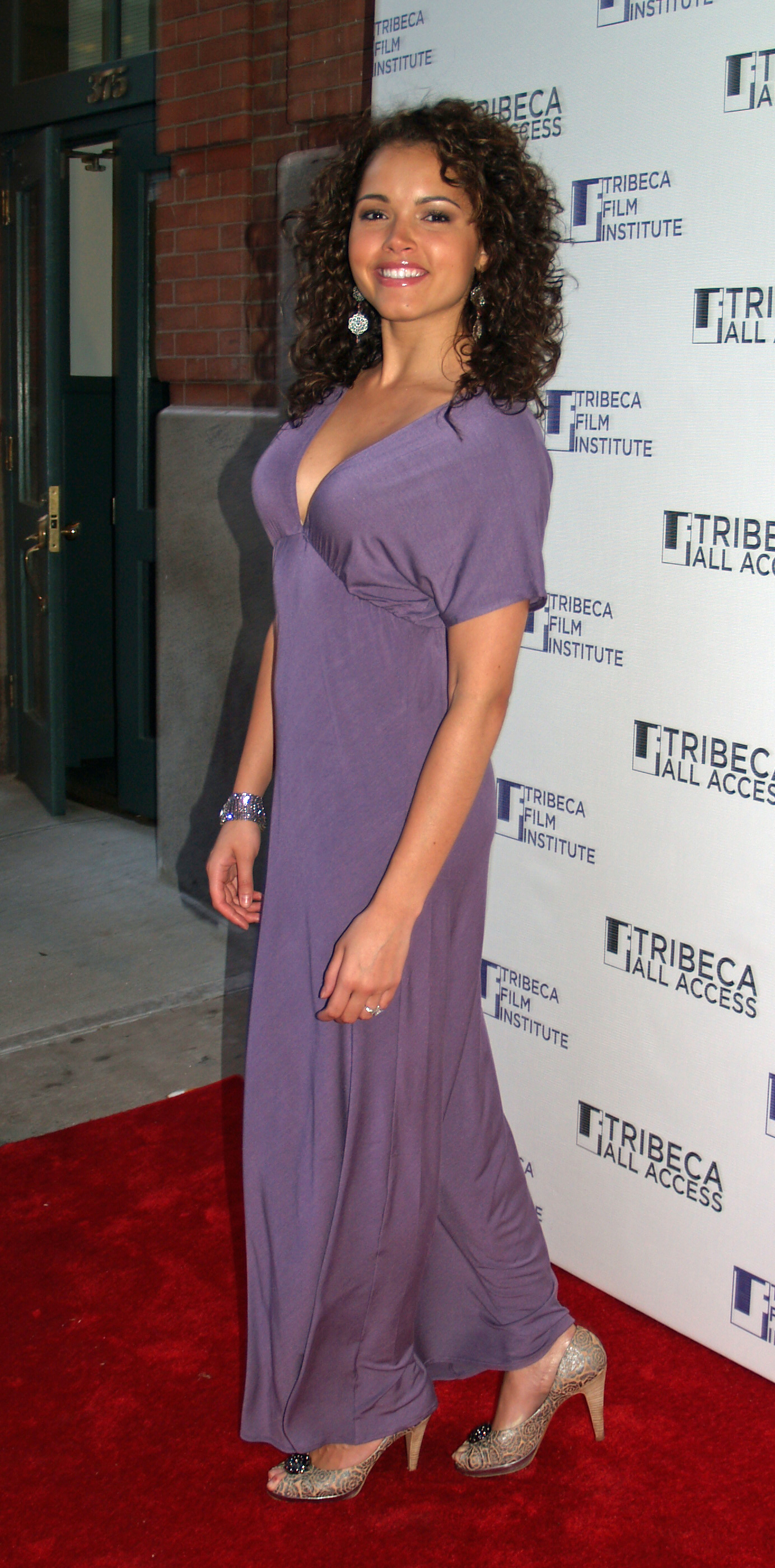
Susie Castillo, Miss USA 2003, foto uit 2007.

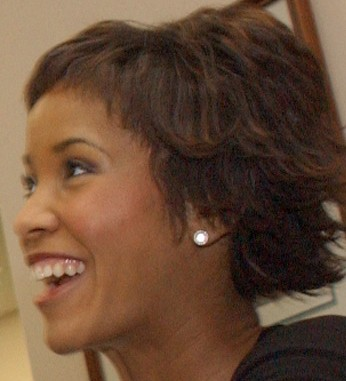
Shauntay Hinton, Miss USA 2002, foto uit 2002.

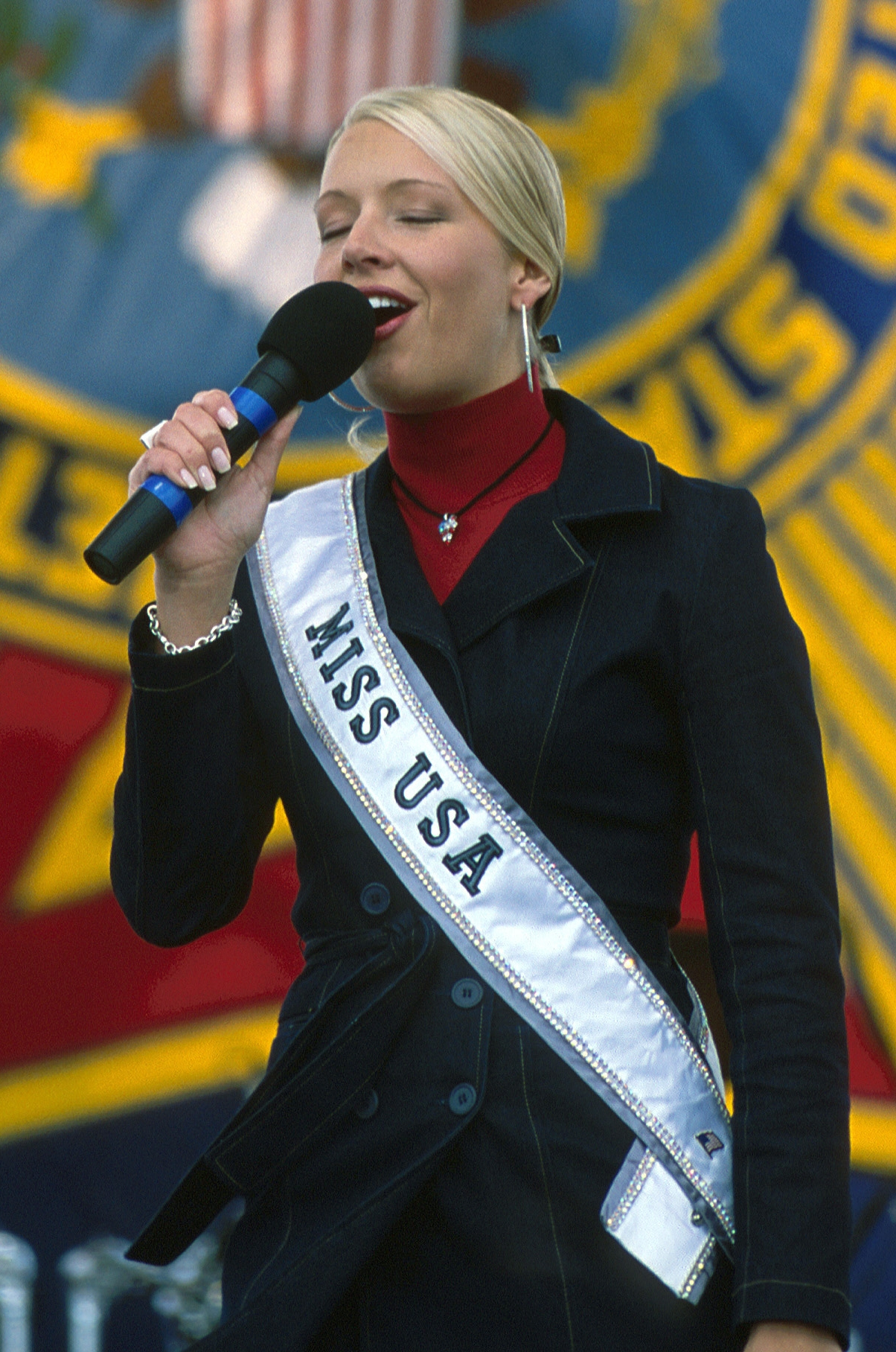
Kandace Krueger, Miss USA 2001, foto uit 2001.

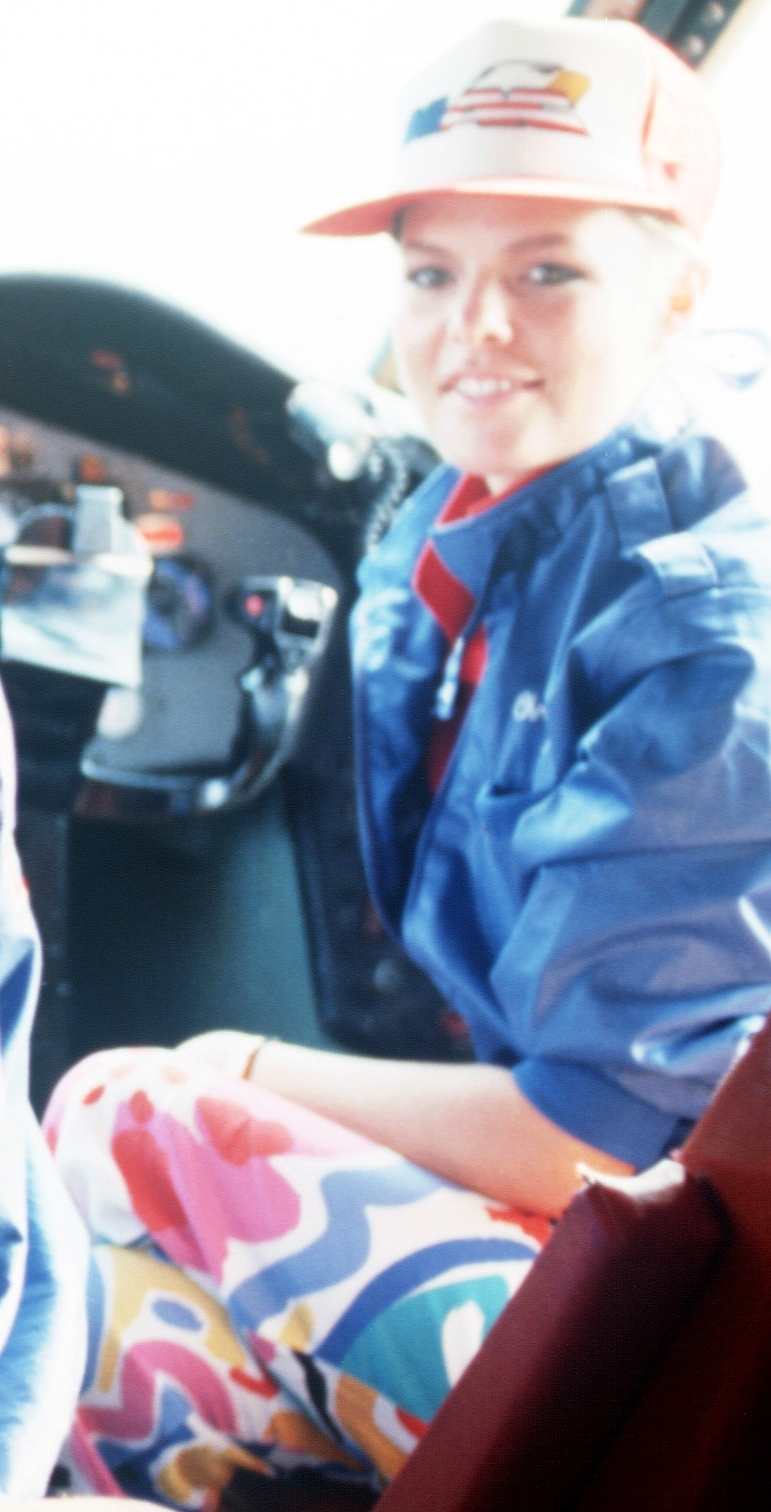
Christy Fichtner, Miss USA in 1986, foto uit 1986.

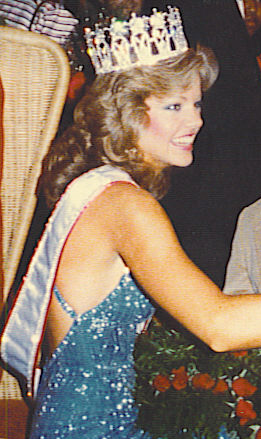
Julie Hayek, Miss USA 1983, foto uit 1983.

Miss USA is een missverkiezing die jaarlijks wordt gehouden in de Verenigde Staten. De deelneemsters zijn de winnaressen van de voorverkiezingen die per staat worden gehouden. De verkiezing wordt georganiseerd door Miss Universe Organization. Miss USA neemt voor de VS deel aan de Miss Universe-verkiezing die door dezelfde organisatie gehouden wordt. De Miss USA wordt verkozen op basis van interviews en defilé in badpak en avondjurk.

## Geschiedenis
In 1951 won Yolande Betbeze de Miss America-verkiezing. Hierna weigerde zij in badpak van sponsor Catalina Swimwear te poseren. Catalina trok zich daarop terug als sponsor en zette eigen missverkiezingen op poten. Naast Miss USA werd ook de Miss Universe-verkiezing gehouden en vanaf 1983 kwam er ook de Miss Teen USA-verkiezing.
De eerste Miss USA werd verkozen in 1952 in Long Beach (Californië). Er namen toen dertig Amerikaanse staten aan de verkiezing deel. Gedurende de eerstkomende twee decennia deden niet alle staten elke jaar mee. Van 1963 tot 2002 werd de finaleshow uitgezonden door de televisiezender CBS. In de jaren 1990 daalden de kijkcijfers ervan scherp van ongeveer twintig tot zeven miljoen kijkers. Sinds 2003 is de show te zien op zender NBC.

## Missen

### Jaren 2010
| Jaar | Naam                                          | Staat         | Gaststad         | Miss Universe  |
| ---- | --------------------------------------------- | ------------- | ---------------- | -------------- |
| 2018 | Sarah Rose Summers                            | Nevada        | Shreveport (LA)  |                |
| 2017 | Kára McCullough                               | Washington DC | Las Vegas (NV)   | top 10         |
| 2016 | Deshauna Barber                               | Washington DC | Las Vegas (NV)   | top 9          |
| 2015 | Olivia Jordan                                 | Oklahoma      | Baton Rouge (LA) | 2de eredame    |
| 2014 | Nia Sanchez                                   | Nevada        | Baton Rouge (LA) | 1e eredame     |
| 2013 | Erin Brady                                    | Connecticut   | Las Vegas (NV)   | top 10         |
| 2012 | Olivia Culpo Overgenomen door Nana Meriwether | Rhode Island  | Las Vegas (NV)   | winnares       |
| 2011 | Alyssa Campanella                             | Californië    | Las Vegas (NV)   | top 16         |
| 2010 | Rima Fakih                                    | Michigan      | Las Vegas (NV)   | niet-finaliste |

### Jaren 2000
| Jaar | Naam             | Staat           | Gaststad         | Miss Universe  |
| ---- | ---------------- | --------------- | ---------------- | -------------- |
| 2009 | Kristen Dalton   | North Carolina  | Las Vegas (NV)   | top 10         |
| 2008 | Crystle Stewart  | Texas           | Las Vegas (NV)   | top 10         |
| 2007 | Rachel Smith     | Tennessee       | Los Angeles (CA) | 5de            |
| 2006 | Tara Conner      | Kentucky        | Baltimore (MD)   | 5de            |
| 2005 | Chelsea Cooley   | North Carolina  | Baltimore (MD)   | top 10         |
| 2004 | Shandi Finnessey | Missouri        | Los Angeles (CA) | 2de            |
| 2003 | Susie Castillo   | Massachusetts   | San Antonio (TX) | top 15         |
| 2002 | Shauntay Hinton  | Washington D.C. | Gary (IN)        | niet-finaliste |
| 2001 | Kandace Krueger  | Texas           | Gary (IN)        | 3de            |
| 2000 | Lynnette Cole    | Tennessee       | Missouri (MO)    | top 5          |

### Jaren 1990
| Jaar | Naam                                                 | Staat          | Gaststad                | Miss Universe  |
| ---- | ---------------------------------------------------- | -------------- | ----------------------- | -------------- |
| 1999 | Kimberly Pressler                                    | New York       | Branson (Missouri)      | niet-finaliste |
| 1998 | Shawnae Jabbia                                       | Massachusetts  | Shreveport (LA)         | top 5          |
| 1997 | Brook Mahealani Lee Overgenomen door Brandi Sherwood | Hawaï          | Shreveport (LA)         | winnares       |
| 1996 | Ali Landry                                           | Louisiana      | South Padre Island (TX) | top 6          |
| 1995 | Chelsi Smith Overgenomen door Shanna Moakler         | Texas          | South Padre Island (TX) | winnares       |
| 1994 | Lu Parker                                            | South Carolina | South Padre Island (TX) | top 6          |
| 1993 | Kenya Moore                                          | Michigan       | Wichita (Kansas)        | top 6          |
| 1992 | Shannon Marketic                                     | Californië     | Wichita (KS)            | top 10         |
| 1991 | Kelli McCarty                                        | Kansas         | Wichita (KS)            | top 6          |
| 1990 | Carole Gist                                          | Michigan       | Wichita (KS)            | 2de            |

### Jaren 1980
| Jaar | Naam                                          | Staat          | Gaststad              | Miss Universe |
| ---- | --------------------------------------------- | -------------- | --------------------- | ------------- |
| 1989 | Gretchen Polhemus                             | Texas          | Mobile (Alabama)      | 3de           |
| 1988 | Courtney Gibbs                                | Texas          | El Paso (Texas)       | top 10        |
| 1987 | Michelle Royer                                | Texas          | Albuquerque (NM)      | 3de           |
| 1986 | Christy Fichtner                              | Texas          | Miami (FL)            | 2de           |
| 1985 | Laura Martinez-Herring                        | Texas          | Lakeland (Florida)    | top 15        |
| 1984 | Mai Shanley                                   | New Mexico     | Lakeland (FL)         | top 15        |
| 1983 | Julie Hayek                                   | Californië     | Knoxville (Tennessee) | 2de           |
| 1982 | Terri Utley                                   | Arkansas       | Biloxi (MS)           | 5de           |
| 1981 | Kim Seelbrede                                 | Ohio           | Biloxi (MS)           | top 15        |
| 1980 | Shawn Weatherly Overgenomen door Jineane Ford | South Carolina | Biloxi (MS)           | winnares      |

### Jaren 1970
| Jaar | Naam               | Staat        | Gaststad                    | Miss Universe  |
| ---- | ------------------ | ------------ | --------------------------- | -------------- |
| 1979 | Mary Therese Friel | New York     | Biloxi (MS)                 | top 15         |
| 1978 | Judi Anderson      | Hawaï        | Charleston (South Carolina) | 2de            |
| 1977 | Kimberly Tomes     | Texas        | Charleston (SC)             | top 15         |
| 1976 | Barbara Peterson   | Minnesota    | Niagara Falls (New York)    | niet-finaliste |
| 1975 | Summer Bartholomew | Californië   | Niagara Falls (NY)          | 3de            |
| 1974 | Karen Morrison     | Illinois     | Niagara Falls (NY)          | top 15         |
| 1973 | Amanda Jones       | Illinois     | Niagara Falls (NY)          | 2de            |
| 1972 | Tanya Wilson       | Hawaï        | Dorado (Puerto Rico)        | top 15         |
| 1971 | Michele McDonald   | Pennsylvania | Miami Beach (FL)            | top 15         |
| 1970 | Deborah Shelton    | Virginia     | Miami Beach (FL)            | 2de            |

### Jaren 1960
| Jaar | Naam                                            | Staat           | Gaststad         | Miss Universe |
| ---- | ----------------------------------------------- | --------------- | ---------------- | ------------- |
| 1969 | Wendy Dascomb                                   | Virginia        | Miami Beach (FL) | top 15        |
| 1968 | Dorothy Anstett                                 | Washington      | Miami Beach (FL) | 5de           |
| 1967 | Sylvia Hitchcock Overgenomen door Cheryl Patton | Alabama         | Miami Beach (FL) | winnares      |
| 1966 | Maria Remenyi                                   | Californië      | Miami Beach (FL) | top 15        |
| 1965 | Sue Ann Downey                                  | Ohio            | Miami Beach (FL) | 3de           |
| 1964 | Bobby Johnson                                   | Washington D.C. | Miami Beach (FL) | top 15        |
| 1963 | Marite Ozers                                    | Illinois        | Miami Beach (FL) | top 15        |
| 1962 | Macel Leilani Wilson                            | Hawaï           | Miami Beach (FL) | top 15        |
| 1961 | Sharon Brown                                    | Louisiana       | Miami Beach (FL) | 5de           |
| 1960 | Linda Bement                                    | Utah            | Miami Beach (FL) | winnares      |

### Jaren 1950
| Jaar | Naam                                                 | Staat          | Gaststad        | Miss Universe         |
| ---- | ---------------------------------------------------- | -------------- | --------------- | --------------------- |
| 1959 | Terry Huntingdon                                     | Californië     | Long Beach (CA) | 3de                   |
| 1958 | Eurlyne Howell                                       | Louisiana      | Long Beach (CA) | 4de                   |
| 1957 | Mary Leona Gage Overgenomen door Charlotte Sheffield | Maryland Utah  | Long Beach (CA) | top 10 niet-finaliste |
| 1956 | Carol Morris                                         | Iowa           | Long Beach (CA) | winnares              |
| 1955 | Carlene King Johnson                                 | Vermont        | Long Beach (CA) | top 15                |
| 1954 | Miriam Stevenson                                     | South Carolina | Long Beach (CA) | winnares              |
| 1953 | Myrna Hansen                                         | Illinois       | Long Beach (CA) | 2de                   |
| 1952 | Jackie Loughery                                      | New York       | Long Beach (CA) | top 15                |